# Varaždinsko-zagorska B nogometna liga 1974./75.
Varaždinsko-zagorska B liga je predstavljala drugi stupanj Varaždinsko-zagorske nogometne lige u sezoni 1974./75. Sudjelovalo je ukupno 14 klubova (12 u konkurenciji), a prvak je bila "Sloga" iz Konjščine. 
 
Po završetku sezone, liga je ukinuta.

## Ljestvica
| mj. | klub                          | ut. | pob. | ner. | por. | gol+ | gol- | bod |
| --- | ----------------------------- | --- | ---- | ---- | ---- | ---- | ---- | --- |
| 1.  | Sloga Konjščina               | 22  | 13   | 4    | 5    | 61   | 43   | 30  |
| 2.  | Budućnost Vidovec             | 22  | 12   | 4    | 6    | 62   | 38   | 28  |
| 3.  | Mladost (Varaždin – Biškupec) | 22  | 11   | 4    | 7    | 67   | 42   | 26  |
| 4.  | Gaj Mače                      | 22  | 11   | 4    | 7    | 46   | 38   | 26  |
| 5.  | Orač Petrijanec               | 22  | 12   | 1    | 9    | 52   | 55   | 25  |
| 6.  | Mladost Varaždinske Toplice   | 22  | 11   | 2    | 9    | 52   | 41   | 24  |
| 7.  | Podravina Ludbreg             | 22  | 12   | 0    | 10   | 58   | 49   | 24  |
| 8.  | Crvena zvijezda Sračinec      | 22  | 8    | 7    | 7    | 54   | 42   | 23  |
| 9.  | Mladost Marija Bistrica       | 22  | 5    | 8    | 9    | 42   | 56   | 18  |
| 10. | Dinamo Jakovlje               | 22  | 4    | 6    | 12   | 26   | 50   | 14  |
| 11. | Jedinstvo Začretje            | 22  | 4    | 5    | 13   | 52   | 73   | 13  |
| 12. | Omladinac Igrišće             | 22  | 6    | 1    | 15   | 44   | 86   | 13  |
|     | Sljeme Sesvete                | 26  | 7    | 5    | 14   | 37   | 58   |     |
|     | Samobor                       | 25  | 13   | 4    | 18   | 19   | 62   |     |

- Začretje – tadašnji naziv za Sveti Križ Začretje
- Samobor i Sljeme Sesvete  van konkurencije

## Rezultatska križaljka
| kratica | klub                          | BUD | CRZ | DIN | GAD | JED | MLMB | MLVB | MLVT | OML | ORAČ | POD | SLO | SAM | SLJE |
| --- | ----------------------------- | --- | --- | --- | --- | --- | ---- | ---- | ---- | --- | ---- | --- | --- | --- | ---- |
| BUD | Budućnost Vidovec             |     |     |     |     |     |      |      |      |     |      |     |     |     |      |
| CRZ | Crvena zvijezda Sračinec      |     |     |     |     |     |      |      |      |     |      |     |     |     |      |
| DIN | Dinamo Jakovlje               |     |     |     |     |     |      |      |      |     |      |     |     |     |      |
| GAJ | Gaj Mače                      |     |     |     |     |     |      |      |      |     |      |     |     |     |      |
| JED | Jedinstvo Začretje            |     |     |     |     |     |      |      |      |     |      |     |     |     |      |
| MLMB | Mladost Marija Bistrica       |     |     |     |     |     |      |      |      |     |      |     |     |     |      |
| MLVB | Mladost (Varaždin – Biškupec) |     |     |     |     |     |      |      |      |     |      |     |     |     |      |
| MLVT | Mladost Varaždinske Toplice   |     |     |     |     |     |      |      |      |     |      |     |     |     |      |
| OML | Omladinac Igrišće             |     |     |     |     |     |      |      |      |     |      |     |     |     |      |
| ORAČ | Orač Petrijanec               |     |     |     |     |     |      |      |      |     |      |     |     |     |      |
| POD | Podravina Ludbreg             |     |     |     |     |     |      |      |      |     |      |     |     |     |      |
| SLO | Sloga Konjščina               |     |     |     |     |     |      |      |      |     |      |     |     |     |      |
| SAM | Samobor                       |     |     |     |     |     |      |      |      |     |      |     |     |     |      |
| SLJE | Sljeme Sesvete                |     |     |     |     |     |      |      |      |     |      |     |     |     |      |
| |                               |     |     |     |     |     |      |      |      |     |      |     |     |     |      |
| podebljan rezultat - utakmice od 1. do 13. kola (1. utakmica između klubova) rezultat normalne debljine - utakmice od 14. do 26. kola (2. utakmica između klubova) rezultat nakošen - nije vidljiv redoslijed odigravanja međusobnih utakmica iz dostupnih izvora rezultat smanjen * - iz dostupnih izvora nije uočljiv domaćin susreta prekrižen rezultat - poništena ili brisana utakmica p - utakmica prekinuta 3:0 p.f. / 0:3 p.f. - rezultat 3:0 bez borbe |                               |     |     |     |     |     |      |      |      |     |      |     |     |     |      |

 Izvori: 

## Poveznice
- Varaždinsko-zagorska A liga 1974./75.